# Opus I
|  | Denne artikel er oprettet af botten Steenthbot ud fra en ekstern database. Den kan derfor have sproglige fejl eller mangler. Denne skabelon kan fjernes efter kontrol af indholdet. |

Opus I er en dansk eksperimentalfilm fra 1949 instrueret af Jørgen Roos.